# 小行星5812
小行星5812（英語：5812 Jayewinkler）是一颗围绕太阳公转的小行星。1988年8月11日，A. J. Noymer在赛丁泉山发现了此天体。
这颗小行星的绝对星等为340.4498253801131等。